# Liste des membres de l'Académie royale de peinture et de sculpture

## Les premiers académiciens

### Les douze Anciens
Les douze premiers académiciens, le 1er février 1648.
- Charles Le Brun ;
- Charles Errard ;
- Sébastien Bourdon ;
- Laurent de La Hyre ;
- Jacques Sarrazin ;
- Michel Corneille (le Père) ;
- François Perrier ;
- Henri Beaubrun ;
- Eustache Lesueur ;
- Juste d'Egmont ;
- Gérard Van Opstal ;
- Simon Guillain.

Ils ont occupé les fonctions de professeur à tour de rôle, de mois en mois.

### Les quatorze académiciens suivants
- Louis Du Guernier ;
- Pieter van Mol ;
- Louis Ferdinand Elle l'Aîné ;
- Louis Boullogne le père ;
- Henri Mauperché ;
- Louis Van der Bruggen ;
- Louis Testelin ;
- Gérard Goswin[1] ;
- Thomas Pinagier ;
- Samuel-Jacques Bernard ;
- Gilbert de Sève ;
- Philippe de Champaigne ;
- Henri Testelin ;
- Matthieu van Plattenberg, ou Mathieu de Plattemontagne.

## Nominations postérieures au1erfévrier 1648
- Louis Le Nain ;
- Antoine Le Nain ;
- Mathieu Le Nain ;
- Gilles Guérin ;
- Jacques Le Bicheur (1599, Paris 16 juin 1666), peintre d'architectures et de perspectives, professeur de perspective de l'Académie royale de peinture et de sculpture[2] ;
- Baptiste le Romain, dit Romain.

## Jonction de l'Académie avec leCorps des jurés de la maîtrise, par l'accord du 4 août 1651

### 4 août 1651
- Charles Poerson (juré) ;
- Lubin Baugin (juré).

### 2 septembre 1651
- Claude Vignon (juré) ;
- Philippe de Buyster (juré) ;
- Charles Beaubrun (juré).

### 4 novembre 1651
- Abraham Bosse est admis dans l'Académie comme académicien honoraire pour le soin qu'il prend à enseigner gratuitement la perspective en l'Académie avec voix délibérative et sans l'obliger à aucune contribution[3]. Son opposition à Charles Le Brun et une violente polémique entraîne son exclusion en 1661.

### 8 mars 1653
- Herman van Swanevelt.

### 1eraoût 1654
- Pierre-Antoine Lemoine.

## Deuxième période de l'Académie
Fin de la jonction avec la maîtrise.
| Membres de l'Académie royale de peinture et de sculpture | |                                  | |
| Nom | Date de réception | Date de décès                    | Morceaux de réception |
| François Girardon sculpteur | 7 juillet 1657 | 1er septembre 1715               | Mater dolorosa |
| Thomas Regnaudin sculpteur | 28 juillet 1657 | 3 juillet 1706                   | Médaillon ovale représentant Saint Jean, traité en bas-relief |
| Gaspard de Marsy sculpteur | 5 août 1657 | 10 décembre 1681                 | Ecce homo en marbre ovale |
| François Lemaire, ou François Le Maire peintre de portraits | 5 août 1657 | 16 février 1688                  | Portrait de Jacques Sarrazin |
| Antoine Paillet peintre d'histoire | 2 août 1659 | 30 juin 1701                     | Tableau sur les Conquêtes de Louis XIV Triomphe d'Auguste à la bataille d'Actium |
| Hilaire Pader peintre d'histoire | 6 décembre 1659 | 19 août 1719                     | La Paix universelle du règne d'Auguste |
| Michel Lanse ou Lance, ou Lans, ou Lansse peintre de fleurs et d'oiseaux | 28 février 1660 | 19 novembre 1661                 | Tableau de Fleurs, fruits et animaux |
| Pierre Rabon peintre d'histoire | 3 juillet 1660 | 18 janvier 1684                  | Portrait d'Antoine de Ratabon, directeur de l'Académie Royale de Peinture et de Sculpture en 1655 |
| Jean Michelin peintre d'histoire | 7 août 1660 Exclu par le roi comme protestant le 10 octobre 1681 | 1er mars 1696                    | Tableau L'Alliance royale |
| Pierre Simon Jaillot sculpteur en crucifix d'ivoire | 28 mai 1661 Destitué pour injures envers l'Académie le 27 octobre 1673 | 23 septembre 1681                | Christ en ivoire mourant sur la Croix |
| Jacques Buirette sculpteur | 27 août 1661 | 3 mars 1699                      | Bas-relief en marbre L'Union de la Peinture et de la Sculpture |
| Jacques Rousseau peintre de paysages et d'architectures | 2 septembre 1662 | 16 décembre 1693                 | Paysage architectural |
| Jacob van Loo ou Jacques Van Loo peintre d'histoire et de portraits | 6 janvier 1663 | 26 novembre 1670                 | Portrait du peintre Michel Corneille le père (1601-1664), recteur de l'Académie royale de peinture depuis 1656 |
| Rolland Lefebvre dit Lefebvre de Venise peintre de portraits et peintre d'histoire en miniature | 6 janvier 1663 Reçu encore le 4 janvier 1665 Exclu le 14 mars 1665 | 1677                             | Tableau en miniature représentant La Vérité |
| Jean Nocret peintre d'histoire | 3 mars 1663 | 12 novembre 1672                 | Reçu sur la qualité reconnue de ses ouvrages et comme officier commensal du roi. Puis il donne Saint Pierre |
| Nicolas Mignard dit Mignard d'Avignon peintre d'histoire | 3 mars 1663 | 20 mars 1668                     | Reçu sur la qualité reconnue de ses ouvrages et comme officier commensal du roi. |
| Michel Dorigny graveur et peintre d'histoire | 3 mars 1663 | 20 février 1665                  | Reçu sur la qualité reconnue de ses ouvrages et comme officier commensal du roi. |
| Thibault Poissant architecte et sculpteur | 17 mars 1663 | 16 septembre 1668                | Terre cuite Femme nue couchée sur un piédestal |
| Louis Lerambert sculpteur | 17 mars 1663 | 15 juin 1670                     | Il est d'abord reçu sans morceau de réception conformément à la décision du roi, puis a donné Cardinal Mazarin en buste ronde-bosse |
| Noël Quillerier peintre d'histoire | 17 mars 1663 | 3 avril 1669                     | Il est d'abord reçu sans morceau de réception conformément à la décision du roi, puis a remis le 4 janvier 1665 Saint-Paul en méditation, |
| Nicolas Loir ou Nicolas Loyr peintre d'histoire | 31 mars 1663 28 octobre 1666 | 6 mai 1679                       | Il est d'abord reçu sans morceau de réception conformément à la décision du roi. Il a ensuite réalisé l’Allégorie de la Réduction de Dunkerque Le Temps découvre la Peinture et la Sculpture entourées de petits amours, Minerve leur présente le portrait de Louis XIV pour prix de leurs travaux (1666), |
| Noël Coypel peintre d'histoire | 31 mars 1663 | 24 décembre 1707                 | Il est d'abord reçu sans morceau de réception conformément à la décision du roi. Il a ensuite peint La réprobation de Caïn après la mort d'Abel |
| François Tortebat graveur et peintre de portraits | 31 mars 1663 | 4 juin 1690                      | Il est d'abord reçu sans morceau de réception conformément à la décision du roi, puis a peint le Portrait de Simon Vouet |
| Nicolas Dumonstier peintre de portraits en pastel | 31 mars 1663 | 16 septembre 1667                | Il est d'abord reçu sans morceau de réception conformément à la décision du roi, mais en 1665, il lui est demandé de réalisé un portrait de Charles Errard au pastel le 4 janvier 1665.. |
| Henri de Gissey ingénieur et dessinateur des plaisirs du roi | 31 mars 1663 | 4 février 1673                   | Il est d'abord reçu sans morceau de réception conformément à la décision du roi. |
| Zacharie Heince peintre | 7 avril 1663 | 22 juin 1669                     | Peintre des bâtiments du roi, il est reçu sans morceau de réception conformément aux intentions du roi |
| Catherine Duchemin femme de François Girardon peintre de fleurs | 14 avril 1663 | 21 septembre 1698                | Un panier de fleurs posé sur une table |
| Isaac Moillon peintre d'histoire | 14 avril 1663 | 26 mai 1673                      | Reçu sur la qualité de ses ouvrages |
| Pierre de Sève, le jeune peintre d'histoire | 14 avril 1663 | 9 novembre 1695                  | Reçu sur la qualité de ses ouvrages> |
| Gilles Rousselet, le père graveur | 14 avril 1663 | 15 juillet 1686                  | Reçu sur la qualité de ses ouvrages |
| François Chauveau graveur | 14 avril 1663 | 3 février 1676                   | Reçu sur la qualité de ses ouvrages |
| Jean-Baptiste Monnoyer peintre de fleurs | 14 avril 1663 | 16 février 1699                  | Après avoir montré des tableaux de fleurs et de fruits, reçu sur la qualité de ses ouvrages |
| Jean-Baptiste de Champaigne, le neveu peintre d'histoire | 21 avril 1663 | 21 septembre 1681                | Reçu sur la qualité de ses ouvrages. puis a donné Hercule couronné par la vertu et surmontant les vices et les passions |
| Nicolas de Plattemontagne, le fils peintre d'histoire | 21 avril 1663 | 25 décembre 1706                 | Reçu sur la qualité reconnue de ses ouvrages. Il a peint Apollon favorisant les arts de peinture et de sculpture, |
| Étienne Villequin peintre d'histoire | 21 avril 1663 | 15 décembre 1688                 | Reçu sur la qualité reconnue de ses ouvrages. |
| Antoine-Benoît Dubois peintre de paysages | 21 avril 1663 | 9 juin 1680                      | Paysage où des pâtres gardent un troupeau de bœufs |
| Charles Macé sculpteur | 21 avril 1663 |                                  | Amours d'Hercule avec Omphale |
| Antoine Mathieu, le père peintre d'histoire et peintre de portraits | 21 avril 1663 | 16 juillet 1673                  | Portrait d'Henriette d'Angleterre, duchesse d'Orléans (1644-1670) |
| Francesco Maria Borzone peintre de paysages et de marines | 28 avril 1663 | 5 juin 1679                      | Peintre du roi, il est reçu sur la qualité reconnue de ses ouvrages. |
| Denis Parmentier peintre de fleurs et de fruits | 28 avril 1663 | 2 août 1672                      | Reçu sur présentation de tableaux de fleurs et de fruits. |
| Simon Laminoy peintre de batailles | 28 avril 1663 | 20 janvier 1683                  | Peintre du roi, il est reçu sur la qualité reconnue de ses ouvrages. Puis il a peint un tableau sur Le siège de Montmédy |
| Pierre Du Guernier le jeune peintre en miniature | 26 mai 1663 | 26 octobre 1674                  | |
| Georges Charmeton peintre d'architectures | 26 mai 1663 | 19 septembre 1674                | Tableau représentant Un salon antique où se trouve Apollon au milieu des Muses auxquelles il associe la Peinture |
| Louis de Nameur peintre d'histoire | 26 mai 1663 Sa réception est confirmée le 4 juillet 1665 après la présentation de son tableau                                                                                            | 4 octobre 1693                   | Marsyas écorché par l'ordre d'Apollon |
| Gabriel Blanchard, le neveu peintre d'histoire | 26 mai 1663 Sa réception est confirmée le 4 janvier 1665 après la présentation de son tableau                                                                                            | 29 février 1704                  | Naissance de Louis XIV qu'un ange présente à la France, en l'apportant du ciel, pour justifier le nom de Dieudonné, |
| Pierre Paupelier peintre en miniature | 26 mai 1663 | 18 juin 1666                     | |
| Charles-Louis Dufresne de Postel peintre d'histoire | 26 mai 1663 | 7 janvier 1684 ou 7 janvier 1711 | Sacrifice de Polixène |
| Simon Renard de Saint-André peintre de portrait | 26 mai 1663 | 13 septembre 1677                | Portrait de la reine-mère Anne d'Autriche et de la reine Marie-Thérèse sous les emblèmes de la Paix et de la Concorde |
| Antoine Berthellemy peintre de portrait | 26 mai 1663 | 11 juin 1669                     | Portrait de Louis Du Guernier d'après Sébastien Bourdon Mariage de sainte Catherine |
| Philippe Vleughels, Philippus Wleughels peintre | 26 mai 1663 | 22 mars 1694                     | |
| Jean-Baptiste Blanchard, l'oncle peintre | 30 juin 1663 | 16 avril 1665                    | |
| Étienne Le Hongre sculpteur | 30 juin 1663 Sa réception est confirmée à la présentation du marbre, le 30 avril 1667 | 27 avril 1690                    | Médaillon ovale représentant Sainte Marie Madeleine |
| Martin Lambert peintre de portraits | 30 juin 1663 | 28 février 1699                  | Portrait de Charles Perrault Portrait de MM. Beaubrun, |
| Jacques Bailly peintre de fleurs en miniature | 30 juin 1663 | 2 décembre 1679                  | Un pot de fleurs, peinture miniature sur glace |
| Pierre Dupuis peintre de fleurs | 30 juin 1663 | 18 février 1682                  | Présentation de tableaux de fleurs et de fruits |
| Nicolas Hallier peintre de portraits | 30 juin 1663 | 24 mars 1686                     | Portrait de Louis Testelin tenant un tableau d'histoire |
| Simon François, de Tours peintre d'histoire | 7 août 1663 | 22 mai 1671                      | Peintre du roi, il est reçu sur la qualité reconnue de ses ouvrages. |
| Grégoire Huret graveur | 7 août 1663 | 4 janvier 1670                   | Graveur, il est reçu sur la qualité reconnue de ses ouvrages. |
| Jean-Baptiste Tuby le Romain sculpteur | 7 août 1663 | 9 août 1700                      | Il est reçu sur la qualité reconnue de ses ouvrages. |
| Pierre van Schuppen d'Anvers graveur | 7 août 1663 | 7 mars 1702                      | |
| Baudouin Yvart du corps de la maîtrise graveur | 11 août 1663 | 12 décembre 1690                 | |
| Charles Duparc peintre | 11 août 1663 | ...                              | |
| Pierre Daret de Cazeneuve graveur et peintre de portraits | 15 septembre 1663 | 29 août 1678                     | |
| Pierre Le Gros l'aîné sculpteur | 15 septembre 1663 | 10 mai 1714                      | |
| Michel Corneille le Jeune, fils aîné peintre d'histoire | 29 septembre 1663 | 16 août 1708                     | La vocation de saint Pierre et saint André |
| Nicasius Bernaerts peintre animalier | 27 octobre 1663 | 16 septembre 1678                | |
| Claude Lefèbvre peintre de portrait et peintre d'histoire | 30 octobre 1663 | 26 avril 1675                    | Portrait de Jean-Baptiste Colbert qu'il n'a fourni que le 30 octobre 1666, |
| Guillaume Chasteau graveur | 22 décembre 1663 | 15 septembre 1683                | |
| Gédéon Dumetz comte de Rosnay, conseiller du roi en ses conseils, président de la Chambre des comptes, intendant et contrôleur général des meubles de la couronne                                                                          | 30 décembre 1663 bienfaiteur de l'Académie, nommé Honoraire amateur | 10 septembre 1709                | |
| Guillaume Vallet graveur | 19 juillet 1664 | 2 juillet 1704                   | |
| Étienne Picart graveur | 19 juillet 1664 | 12 novembre 1721                 | |
| Claude Huilliot peintre de fleurs | 7 novembre 1664 | 6 août 1702                      | |
| Nicolas Legendre ancien juré de la maîtrise sculpteur | 7 novembre 1664 | 28 octobre 1671                  | |
| Laurent Magnier, dit Manière ancien juré de la maîtrise | 29 novembre 1664 | 6 février 1700                   | |
| Jacques Houzeau de la maîtrise sculpture | 29 novembre 1664 | 18 mars 1691                     | |
| Jacques Gervaise peintre | 29 novembre 1664 | 3 octobre 1670                   | |
| Jacques Fouet de la maîtrise. peintre | 29 novembre 1664 N'a pas satisfait aux charges de sa réception et a été rayé des listes.                                                                                                 | ...                              | |
| Claude-François Vignon, fils aîné de l'Académie de Saint-Luc peintre d'histoire | 6 décembre 1664 | 27 février 1703                  | |
| Le Dart de l'Académie de Saint-Luc. peintre | 6 décembre 1664 Rayé des listes pour n'avoir pas satisfait aux charges de sa réception.                                                                                                  | ...                              | |
| Abraham Genoels d'Anvers peintre de portraits | 4 janvier 1665 Il se retire à Anvers après avoir aidé Charles Le Brun pour ses fonds de tableaux.                                                                                        | 10 mai 1723                      | Paysage |
| Charles Perrault contrôleur général des bâtiments du roi. | 4 juin 1665 Conseiller honoraire amateur. | 16 mars 1703                     | |
| Pierre Sarrazin le jeune, frère de Jacques sculpteur | 6 juin 1665 | 8 avril 1679                     | Sculpture en bois représentant la Vierge tenant l'Enfant Jésus, |
| Benoît Massou sculpteur | 1er août 1665 | 8 octobre 1684                   | |
| Gian Lorenzo Bernini sculpteur | 5 septembre 1665 admis pendant un voyage de 7 mois qu'il a fait en France. | 29 novembre 1680                 | |
| Jean Warin graveur général des monnaies. peintre, sculpteur et graveur de médailles | 27 septembre 1665 | 26 août 1672                     | |
| Antoine Bouzonnet, dit Stella peintre d'histoire | 27 mars 1666 | 9 mai 1682                       | |
| Pierre Hutinot sculpteur | 3 septembre 1667 | 29 septembre 1679                | |
| André Félibien historiographe | 3 septembre 1667 conseiller honoraire | 11 juin 1695                     | |
| Michel Anguier sculpteur | 28 janvier 1668 | 11 juillet 1686                  | Dispensé de toute obligation de réception comme étant de la maîtrise. Cependant, il offre une terre cuite représentant Hercule et Atlas soutenant le monde |
| Henri de Bessé de la Chapelle, ou de La Chapelle-Bessé | 28 janvier 1668 honoraire amateur | 8 mars 1694                      | |
| Pierre Mazeline sculpteur | 3 mars 1668 et 7 juillet | 7 février 1708                   | |
| Geneviève Boullogne, le jeune mariée à Charles Clérion peintre de fleurs | 7 décembre 1669 | 5 août 1708                      | |
| Madeleine Boullogne, l'aînée peintre de fleurs | 7 décembre 1669 | 30 janvier 1710                  | |
| Charles-Antoine Hérault peintre de paysages | 29 janvier 1670 | 19 juillet 1718                  | |
| Gérard-Léonard Hérard sculpteur et graveur | 16 octobre 1670 | 8 novembre 1675                  | |
| Bertholmé dit Bertholet Flamael chanoine de la collégiale Saint-Paul de Liège peintre d'histoire | 16 octobre 1670 | 18 juillet 1675                  | |
| Jacques Antoine Friquet de Vauroze peintre d'histoire | 16 octobre 1670 professeur d'anatomie à l'académie | 25 juin 1716                     | Allégorie de la paix d'Aix-la-Chapelle |
| Israël Silvestre dessinateur et graveur | 6 décembre 1670 | 11 octobre 1691                  | |
| Martin Desjardins sculpteur | 6 décembre 1670 | 2 mai 1694                       | |
| Nicolas Baudesson, père peintre de fleurs | 6 décembre 1670 | 4 septembre 1680                 | Tableau de Fleurs et fruits |
| Jean Garnier peintre de portraits | 30 janvier 1672 | 23 octobre 1705                  | Allégorie à Louis XIV, protecteur des Arts et des Sciences, |
| Mathieu Lespagnandelle ou Lespagnandel de la communauté de Saint-Luc. sculpteur | 5 mars 1672 Exclu comme protestant le 10 octobre 1681. Réintégré après son abjuration, le 1er décembre 1685.                                                                             | 28 avril 1689                    | |
| Pierre Bourguignon peintre de portraits | 5 mars 1672 | 26 mars 1698                     | Portrait d'Anne-Marie-Louise d'Orléans en Minerve tenant le portrait de son père. |
| Jean Raon sculpteur | 26 mars 1672 | 4 avril 1707                     | |
| Paul Mignard, fils de Nicolas Mignard peintre de portraits | 11 juin 1672 | 5 octobre 1691                   | Portrait de son père, Nicolas Mignard |
| Philippe Lallemand peintre de portraits | 11 juin 1672 | 22 mars 1716                     | |
| Élisabeth-Sophie Chéron, épouse Lehay peintre de portraits | 11 juin 1672 | 3 septembre 1711                 | Portrait d'Élisabeth-Sophie Chéron |
| Sébastien Leclerc dessinateur et graveur | 16 août 1672 | 25 octobre 1714                  | |
| Jean Cotelle le Jeune peintre en miniature | 10 octobre 1672 | 24 septembre 1708                | |
| Balthazar Marsy le jeune sculpteur | 26 février 1673 | 19 mai 1674                      | Buste en marbre de femme représentant La Douleur |
| René-Antoine Houasse peintre d'histoire | 15 avril 1673 | 27 mai 1710                      | |
| Nicolas Heude peintre de portraits | 15 avril 1673 Exclu de l'Académie comme protestant par ordre du roi le 31 janvier 1682                                                                                                   | ...                              | |
| Adam François van der Meulen peintre d'histoire et de batailles | 13 mai 1673 | 15 octobre 1690                  | |
| Charles Armand peintre de paysages | 13 mai 1673 | 18 février 1720                  | Un paysage |
| Charles de La Fosse peintre d'histoire | 23 juin 1673 | 13 décembre 1716                 | L'enlèvement de Proserpine par Pluton, |
| Pierre Lombart graveur | 9 septembre 1673 | 30 octobre 1681                  | |
| Gérard Audran, l'oncle graveur | 31 mars 1674 | 25 juillet 1703                  | Une des batailles d'Alexandre, gravé d'après le tableau de Charles Le Brun |
| Jean-Charles Nocret, le fils peintre de portraits | 31 mars 1674 | 8 décembre 1719                  | Portrait de son père, le peintre Jean Nocret, |
| Jean-Baptiste Forest peintre de portraits | 26 mai 1674 | 17 mars 1712                     | |
| François de Troy peintre d'histoire et de portraits | 6 octobre 1674 | 1er mai 1730                     | Mercure et Argus endormi |
| Pierre Monier peintre d'histoire | 6 octobre 1674 | 29 décembre 1703                 | Hercule se préparant à la défense de la ville de Thèbes, sa patrie, menacée par les Minyens, et recevant d’Apollon des flèches, de Mercure une épée et de Vulcain une cuirasse |
| Jean-Baptiste Corneille, le fils jeune peintre d'histoire | 5 janvier 1675 | 10 avril 1695                    | Hercule punissant Busiris |
| François Bonnemer peintre d'histoire | 5 janvier 1675 | 9 juin 1689                      | |
| Claude Audran le Jeune, neveu peintre d'histoire | 27 mars 1675 | 5 janvier 1684                   | La Cène |
| Jean Jouvenet l'aîné peintre d'histoire | 27 mars 1675 | 5 avril 1717                     | |
| Georges Focus peintre de paysages | 28 juin 1675 | 26 février 1708                  | |
| Jacques d'Agar peintre de portraits | 3 août 1675 Exclu de l'Académie comme protestant le 31 janvier 1682 | 16 novembre 1715                 | Portrait de François Girardon Portrait de Michel Anguier |
| Jean Ecman peintre en miniature | 3 août 1675 | 16 juillet 1677                  | |
| Jean Tiger gentilhomme de la chambre du duc d'Orléans. peintre de portraits | 5 octobre 1675 | 30 décembre 1698                 | |
| Étienne Baudet graveur | 26 octobre 1675 | 8 juillet 1711                   | Portrait de Charles Perrault, gravé d'après le tableau de Charles Le Brun |
| Martin Lambert peintre de portraits | 7 décembre 1675 | 27 février 1699                  | Portraits de Henri Beaubrun et de son cousin Charles Beaubrun |
| Louis Leconte sculpteur | 4 janvier 1676 | 24 décembre 1694                 | Médaillon en marbre représentant Saint Barthélemy |
| Guillaume de Froidemontagne (Couwenberg) peintre de paysages | 1er février 1676 | 13 novembre 1685                 | |
| François Lespingola membre de l'Académie Saint-Luc de Rome. sculpteur | 29 février 1676 exclu de l'Académie pour absence le 5 novembre 1694. | 10 juillet 1705                  | |
| Antoine Coysevox sculpteur | 11 avril 1676 | 10 octobre 1720                  | Buste de Charles Le Brun |
| Marc Nattier peintre de portraits | 27 juin 1676 | 24 octobre 1705                  | |
| Domenico Guidi membre de l'Académie Saint-Luc de Rome. peintre et sculpteur | 24 juillet 1676 | 28 mars 1701                     | |
| Anne-Renée Strésor peintre en miniature | 24 juillet 1676 | 6 décembre 1713                  | |
| Charles-Jean-François Chéron graveur de médailles | 3 août 1676 | 18 mars 1698                     | |
| Joseph Parrocel peintre de batailles | 14 novembre 1676 | 1er mars 1704                    | |
| Florent Richard de Lamarre peintre de portraits | 30 janvier 1677 | 22 septembre 1718                | Portrait d'Antoine Paillet Portrait de Noël Coypel le père |
| Gérard Edelinck graveur | 6 mars 1677 | 2 avril 1707                     | Portrait de Charles Le Brun, gravé d'après le tableau de Nicolas de Largillière |
| Jean Lepautre dessinateur et graveur | 11 avril 1677 | 2 février 1682                   | |
| Jean Hellart Fondateur de l'Académie royale de peinture de Reims | 7 août 1677 | 12 janvier 1685                  | |
| Isaac Delacroix Fondateur de l'Académie royale de peinture de Reims | 7 août 1677 | ...                              | |
| Bon Boullogne, fils aîné peintre d'histoire | 27 novembre 1677 | 16 mai 1717                      | Hercule luttant contre les centaures |
| Étienne Allegrain peintre de paysage | 4 décembre 1677 | 1er avril 1736                   | Paysages |
| Alexis Loyr ou Loir, frère jeune graveur et orfèvre | 26 mars 1678 | 14 avril 1713                    | Moïse sauvé des eaux, gravé d'après le tableau de Nicolas Poussin |
| Louis Lecomte d'Abbeville, dit Le Picard sculpteur | 26 mars 1678 | 1681                             | |
| François Verdier peintre d'histoire | 19 novembre 1678 | 19 juin 1730                     | |
| Antoine Masson graveur | 25 février 1679 | 30 mai 1700                      | |
| Louis Licherie peintre d'histoire | 18 mars 1679 | 3 décembre 1687                  | Abigaïl, femme de Labal, cherchant à fléchir par des présents David |
| Philippe Magnier, fils sculpteur | 30 mars 1680 | 25 décembre 1715                 | |
| Henri Gascar peintre de portraits | 26 octobre 1680 | 18 janvier 1701                  | Portrait de Louis Elle, dit Ferdinand le père ou le vieux Portrait de Pierre Sève ou de Sève le jeune |
| Dorothée Masse, veuve Godequin sculpteur sur bois | 23 novembre 1680 | ...                              | |
| Anselme Flamen, père sculpteur | 26 avril 1681 | 15 mai 1717                      | Bas-relief en marbre représentant saint Jérôme |
| Corneille Van Clève sculpteur | 26 avril 1681 | 31 décembre 1732                 | Polyphème |
| Jean-Charles Donat Van Beecq peintre de marines | 26 avril 1681 | 19 mai 1722                      | |
| Nicolas Garnier peintre | 28 juin 1681 | ...                              | |
| Nicolas Rabon fils peintre d'histoire | 5 juillet 1681 | 25 février 1686                  | |
| Charles Béville peintre de paysages | 5 juillet 1681 | 2 février 1716                   | |
| Jean Cornu sculpteur | 5 juillet 1681 | 21 août 1710                     | |
| Louis-Elle Ferdinand, fils peintre de portraits | 5 juillet 1681 | 5 septembre 1717                 | Portrait de Samuel Bernard Portrait de Thomas Regnaudin |
| Louis de Boullogne, fils de Louis Boullogne peintre de portraits | 1er août 1681 | 21 novembre 1733                 | |
| Jean Leblond peintre d'histoire | 1er août 1681 | 13 août 1709                     | Jupiter foudroyant les géants |
| Pierre Toutain peintre d'histoire | 1er août 1681 | 1er avril 1686                   | |
| Antoine Coypel, fils peintre d'histoire | 25 octobre 1681 | 7 janvier 1722                   | Louis XIV se reposant dans le sein de la gloire |
| Antoine Benoist peintre de portraits et sculpteur en cire | 29 novembre 1681 | 9 avril 1717                     | Portrait de Jacques Buirette Portrait de Gabriel Blanchard |
| Arnould d'Huez peintre d'histoire | 20 décembre 1681 | 18 juin 1720                     | Tableau Allégorie du mariage du dauphin de France et Maria Anna Victoria de Bavière, |
| Nicolas Guérin, secrétaire | 20 décembre 1681 | 13 mars 1714                     | |
| Pierre Giffart graveur | 2 janvier 1682 | 20 avril 1723                    | |
| Charles-François Poerson peintre d'histoire | 30 janvier 1682 | 2 septembre 1725                 | |
| Alexandre Ubelesqui peintre d'histoire | 30 janvier 1682 | 21 avril 1718                    | |
| André-Georges Guillet dit de Saint-Georges historiographe de l'Académie par ordre de Colbert | 30 janvier 1682 | 6 août 1705                      | |
| Catherine Perrot, épouse Oury peintre de fleurs et d'oiseaux en miniature | 30 janvier 1682 | ...                              | |
| Thomas Blanchet Fondateur de l'Académie de Lyon. peintre d'histoire | Reçu le 30 mai 1676 prend sa place le 28 février 1682 | 21 juin 1689                     | |
| Jacques Prou sculpteur | 27 juin 1682 | 6 mars 1706                      | |
| Jacques Carré peintre de portraits | 27 juin 1682 | 23 octobre 1694                  | Portait de Philippe de Champaigne Portrait de Gaspard de Marsy |
| Niccolò Codazzi peintre d'architectures et de perspectives | 3 octobre 1682 | 3 janvier 1693                   | |
| Claude Guy Hallé peintre d'histoire | 28 décembre 1682 | 5 novembre 1736                  | Portrait de Simon Hurtrelle |
| Antoine Leblond de Latour peintre | 28 décembre 1682 | 9 décembre 1706                  | |
| Joseph Roëttiers graveur de médailles | 28 décembre 1682 | 11 septembre 1707                | Portrait en creux de Jean-Baptiste Colbert pour servir de sceau à l'Académie |
| Gabriel Revel peintre d'histoire | 27 février 1683 | 8 juillet 1712                   | Portrait de François Girardon |
| Philibert Vigier sculpteur | 27 novembre 1683 | 5 janvier 1719                   | |
| Jean-Baptiste Poultier sculpteur sur bois | 24 mars 1684 | 12 novembre 1719                 | |
| Marc Arcis sculpteur | 26 août 1684 | 26 octobre 1736                  | Médaillon représentant un apôtre |
| Pierre Granier sculpteur | 30 juin 1685 | 6 octobre 1715                   | |
| Nicolas de Largillierre peintre de portraits et d'histoire | 30 mars 1686 | 26 mars 1746                     | |
| Jean Rousselet sculpteur | 28 juin 1686 | 13 juin 1693                     | |
| Jean Lemoyne ou Le Moyne, dit de Paris sculpteur | 2 novembre 1686 | 3 août 1713                      | |
| Jacques Verselin peintre en miniature | 7 juin 1687 | 1er juin 1718                    | |
| Jean-Baptiste Belin de Fontenay peintre de fleurs | 30 août 1687 | 12 février 1715                  | |
| Philippe Vignon, fils peintre de portraits | 30 août 1687 | 7 septembre 1701                 | Portrait de Philippe de Buyster |
| Guy Louis Vernansal peintre d'histoire | 27 septembre 1687 | 9 avril 1729                     | |
| Simon Guillebault peintre d'histoire | 29 novembre 1687 | 11 septembre 1708                | |
| Jean Hardy sculpteur | 26 juin 1688 | 14 janvier 1737                  | |
| André Bouys ou Bouis peintre de portraits | 27 novembre 1688 | 18 mai 1740                      | |
| David Bourderelle sculpteur | 31 décembre 1688 | 8 février 1706                   | |
| Giovanni Pietro Bellori, conseiller amateur peintre | 8 janvier 1689 | 19 février 1696                  | |
| Jean-François Baudesson peintre de fleurs | 5 février 1689 | 17 mars 1713                     | Tableau de Fleurs et fruits |
| Jean-Jacques Clérion sculpteur | 24 septembre 1689 | 28 avril 1714                    | |
| Pierre Mignard, surnommé le Romain peintre d'histoire et de portraits | 4 mars 1690 nommé à le même séance, par ordre du roi, agréé, académicien, recteur, chancelier et directeur à la place de Charles Le Brun.                                                | 30 mai 1695                      | |
| Simon Hurtrelle sculpteur | 31 mars 1690 | 11 mars 1724                     | |
| Jacques-Philippe Ferrand peintre | 27 mai 1690 | 5 janvier 1732                   | |
| Pierre Mesmyn premier commis d'Édouard Colbert de Villacerf secrétaire des commandements de la duchesse de Bourgogne | 27 juin 1693 honoraire amateur. | ...                              | |
| Nicolas Coustou sculpteur | 29 août 1693 | 1er mai 1733                     | Le Dieu de la Santé montre à la France le buste de Louis XIV |
| Nicolas Colombel peintre d'histoire | 6 mars 1694 | 27 mai 1717                      | Mars et Rhéa Sylvia |
| Antoine Desgodets contrôleur des bâtiments du roi pour Chambord. | 7 août 1694 conseiller amateur | 20 mai 1728                      | |
| Jules Hardouin-Mansart | 29 janvier 1698 protecteur de l'Académie | 11 mai 1708                      | |
| Robert de Cotte, père premier architecte du roi | 7 mars 1699 conseiller honoraire amateur, puis vice-protecteur | 15 juillet 1735                  | |
| Roger de Piles connaisseur de premier ordre de la peinture | 2 mai 1699 conseiller honoraire amateur | 5 avril 1709                     | |
| Alexandre-François Desportes peintre d'animaux | 1er août 1699 | 20 avril 1743                    | Autoportrait de l'artiste en chasseur, |
| Jacques Testu de Belval | 26 septembre 1699 conseiller honoraire amateur puis vice-protecteur | 21 juin 1706                     | |
| Jean Tortebat fils peintre de portraits | 3 octobre 1699 | 10 novembre 1718                 | Portrait de René-Antoine Houasse Portrait de Jean Jouvenet |
| Hyacinthe Rigaud peintre de portraits | 2 janvier 1700 | 29 décembre 1743                 | Saint André |
| Thomas Bernard graveur en médailles | 27 mars 1700 | 23 août 1713                     | portrait en creux de M. Mansart, devant servir de sceau de l'Académie |
| Jacques Gabriel, père premier architecte du roi | 8 mai 1700 conseiller honoraire amateur | 23 avril 1742                    | |
| Philippe Meusnier peintre en architecture | 30 juillet 1700 Il est agréé et reçu le même jour. Il est nommé Conseiller le 1er septembre 1703                                                                                         | 27 décembre 1734                 | |
| François Barois sculpteur | 30 octobre 1700 | 10 octobre 1726                  | Cléopâtre mourante |
| Michel Boyer peintre en architecture | 30 avril 1701 | 15 janvier 1724                  | |
| François Jouvenet, le frère | 25 juin 1701 | 8 avril 1749                     | |
| Joseph Vivien | 30 juillet 1701 | 5 décembre 1734                  | |
| René Frémin | 27 août 1701 | 17 février 1744                  | |
| Robert Le Lorrain | 29 octobre 1701 | 1er juin 1743                    | Galatée |
| Philippe Bertrand | 26 novembre 1701 | 30 janvier 1724                  | |
| Pierre Gobert | 31 décembre 1701 | 13 février 1744                  | Portrait de Corneille Van Clève |
| Louis de Silvestre, fils d'Israël Silvestre | 24 mars 1702 | 12 avril 1760                    | |
| François Marot | 24 mars 1702 | 3 décembre 1719                  | |
| Joseph Christophe | 24 mars 1702 | 29 mars 1748                     | |
| Robert Le Vrac de Tournières | 24 mars 1702 | 18 mai 1752                      | Dibutade dessinant le portrait de son amant Portrait de Michel Corneille l'aîné Portrait de Pierre Monier |
| Jérôme Vallet | 26 août 1702 | vers 1722                        | |
| Pierre Lambert contrôleur des bâtiments | 26 août 1702 conseiller honoraire amateur | 19 mars 1709                     | |
| Nicolas Delaunay directeur général de la monnaie | 27 janvier 1703 conseiller honoraire amateur | 19 août 1727                     | |
| Claude Poirier | 31 mars 1703 | 10 octobre 1729                  | |
| Nicolas Bertin | 28 avril 1703 | 11 avril 1736                    | Hercule délivrant Prométhée |
| Jean-Louis Lemoyne, fils aîné | 30 juin 1703 | 4 mai 1755                       | Buste de Jules Hardouin-Mansart |
| Jean Ranc | 28 juillet 1703 | 1er juillet 1735                 | Portrait de Nicolas van Plattenberg, dit de Platte-Montagne Portrait de François Verdier |
| Pierre-Jacques Cazes | 28 juillet 1703 | 25 juin 1754                     | |
| Alexis Simon Belle peintre de portrait | 4 août 1703 | 21 novembre 1739                 | Portrait de François de Troy Portrait de Pierre Mazeline |
| Étienne Regnault | 1er septembre 1703 | 30 mars 1720                     | |
| François Tavernier | 5 avril 1704 | 10 septembre 1725                | |
| Jacob van Schuppen, fils | 26 juillet 1704 | 29 janvier 1751                  | |
| Sébastien Leclerc | 23 août 1704 | 29 juin 1763                     | |
| Henri Antoine de Favanne | 23 août 1704 | 27 avril 1752                    | |
| Jean-Baptiste Santerre | 18 octobre 1704 | 21 novembre 1717                 | Suzanne au bain |
| Guillaume Coustou, le jeune | 25 octobre 1704 | 22 février 1746                  | Hercule sur le bûcher |
| Antoine Monnoyer, fils peintre de fleurs | 25 octobre 1704 | 1747                             | Vase d'or, fleurs et fruits |
| Joseph Lauthier avocat aux conseils | 6 décembre 1704 honoraire amateur | 19 décembre 1719                 | |
| Michel Serre | 6 décembre 1704 rayé le 21 août 1723 à cause d'un tableau de lui représentant La Peste de Marseille montré au public pour de l'argent. réintégré, après soumissions, le 30 octobre 1723. | 10 octobre 1733                  | |
| Samuel Massé | 26 septembre 1705 | 30 juin 1753                     | |
| Louis Simonneau | 29 mai 1706 | 16 janvier 1727                  | Portrait de Martin de Charmois, gravé d'après un tableau de Sébastien Bourdon |
| Louis Silvestre, fils d'Israël Silvestre | 30 octobre | 18 avril 1740                    | |
| Claude Verdot | 29 janvier 1707 | 19 décembre 1733                 | |
| Pierre Dulin | 30 avril 1707 | 28 janvier 1748                  | Laomédon puni par Apollon et par Neptune |
| Gaspard Duchange graveur | 30 juillet 1707 | 6 janvier 1757                   | Portrait de François Girardon, gravé d'après un tableau de Hyacinthe Rigaud Portrait de Charles de La Fosse, gravé d'après Hyacinthe Rigaud |
| Antoine Trouvain | 30 juillet 1707 | 18 mars 1708                     | Portrait de René-Antoine Houasse, gravé d'après le tableau de Jean Tortebat Portrait de Jean Jouvenet, gravé d'après son autoportrait |
| Pierre Drevet graveur | 27 août 1707 | 9 août 1738                      | Portrait de Charles Le Brun, gravé d'après Gérard Edelinck Portrait de Robert de Cotte, gravé d'après le tableau de Hyacinthe Rigaud |
| Michel-Ange Houasse | 24 septembre 1707 | 30 septembre 1730                | |
| François-Benoît Massou | 25 novembre 1707 | 19 octobre 1728                  | |
| Jean-François Blondel architecte, trésorier des bâtiments | 25 novembre 1707 honoraire amateur rayé le 28 décembre 1715 | 9 octobre 1756                   | |
| Pierre de Saint-Yves | 28 janvier 1708 | 20 mars 1716                     | |
| Jean Audran le jeune, neveu graveur | 30 juin 1708 | 17 juin 1756                     | Portrait d'Antoine Coysevox gravé d'après un tableau de Hyacinthe Rigaud Portrait de Noël Coypel gravé d'après un autoportrait |
| Jean-François de Troy | 28 juillet 1708 | 26 janvier 1752                  | La Mort des enfants de Niobé |
| Anselme Flamen, fils d'Anselme Flamen | 27 octobre 1708 | 9 juillet 1730                   | Plutus, dieu des richesses |
| Abbé Antoine Anselme abbé de Saint-Séverin | 24 novembre 1708 | 15 mai 1717                      | |
| Jérôme Roussel | 23 mars 1709 | 22 décembre 1713                 | |
| Abbé Jean-Paul Bignon abbé de Saint-Quentin bibliothécaire du roi. | 2 avril 1709 conseiller honoraire amateur | 14 mars 1743                     | |
| Jacques Desjardins, fils de Martin Desjardins contrôleur des bâtiments de Marly | 1er juin 1709 | ...                              | |
| Jean-François Millet, dit Francisque II Millet, fils de Francisque Millet | 22 juin 1709 | 17 avril 1723                    | |
| Benoît Audran le Vieux | 27 juillet 1709 | 2 octobre 1721                   | |
| Pierre-Salomon Domenchin de Chavannes | 23 août 1709 | 23 décembre 1744                 | |
| Jean-Baptiste Feret, dit Baptiste | 26 octobre 1709 | 1er février 1739                 | |
| Jules-Robert de Cotte, fils contrôleur des bâtiments du roi | 25 janvier 1710 honoraire amateur. | 8 septembre 1767                 | |
| Jacques Courtin | 22 février 1710 | 26 août 1752                     | |
| Jean-Baptiste de Fermel'huis médecin, bon connaisseur. | 1er mars 1710 honoraire amateur | 20 février 1731                  | |
| Charles Simonneau | 28 juin 1710 | 22 mars 1728                     | |
| Louis Galloche | 30 janvier 1711 | 21 juillet 1761                  | Hercule rendant Alceste à Admète |
| Gilles Allou peintre de portraits | 27 juin 1711 | 2 février 1751                   | Portrait de Bon de Boullongne l'aîné Portrait de Antoine Coypel Portrait d'Antoine Coysevox |
| Claude-Augustin Cayot | 31 décembre 1711 | 6 avril 1722                     | La Mort de Didon |
| François Coudray | 30 avril 1712 | 29 avril 1727                    | |
| François Dumont sculpteur | 24 septembre 1712 | 15 décembre 1726                 | Titan foudroyé |
| Jean-Baptiste Nattier, fils de Marc Nattier | 25 novembre 1707 rayé le 27 avril 1726. | 23 mai 1726                      | |
| René Charpentier | 27 mai 1713 | 11 mai 1723                      | |
| Jean-Baptiste de Poilly | 26 juillet 1714 | 28 avril 1728                    | |
| Claude Gillot | 27 avril 1715 | 4 mai 1722                       | |
| Charles-Antoine Coypel, fils d'Antoine | 31 août 1715 | 14 juin 1752                     | |
| Jean-Baptiste Lemoyne, fils | 31 août 1715 | 20 octobre 1731                  | La Mort d'Hippolyte |
| Jacques Bousseau | 29 novembre 1715 | 13 février 1740                  | |
| Gabriel Allegrain, fils peintre de paysage | 26 septembre 1716 | 24 février 1748                  | Fuite en Égypte |
| Nicolas Vleughels peintre d'histoire | 31 décembre 1716 | 11 décembre 1737                 | Apelle peignant Campaspe, maîtressse d’Alexandre |
| Charles Boit | 6 février 1717 Reçu comme étranger sur ordre du Régent quoique protestant. | 6 février 1727                   | |
| Jean-Baptiste Massé | 3 juillet 1717 | 26 septembre 1767                | |
| Antoine Watteau | 28 août 1717 | 18 juillet 1721                  | Le Pèlerinage à l'île de Cythère |
| Jean Raoux | 28 août 1717 | 10 février 1734                  | |
| Jean Thierry | 31 décembre 1717 | 21 décembre 1739                 | |
| Joseph Charles Roëttiers le fils graveur en médailles | 31 décembre 1717 | 14 mars 1779                     | Portrait du roi pour servir de type aux médailles de prix à l'Académie, |
| François Chéreau | 26 mars 1718 | 15 avril 1729                    | |
| Jean Le Blanc ou Blanck | 30 avril 1718 | 12 décembre 1749                 | |
| Jean Duvivier | 28 mai 1718 | 30 avril 1761                    | |
| Sebastiano Ricci | 28 mai 1718 | 15 mai 1734                      | |
| François Lemoyne, fils premier peintre du roi | 30 juillet 1718 | 4 juin 1737                      | Hercule assommant Cacus |
| Jean-Marc Nattier | 29 octobre 1718 | 7 novembre 1766                  | Persée, assisté par Minerve, pétrifie Phinée |
| Jean-Baptiste Oudry | 25 février 1719 | 30 avril 1755                    | |
| Nicolas Lancret | 24 mars 1719 | 14 septembre 1743                | |
| Jean Restout | 28 juin 1720 | 1er janvier 1768                 | |
| François-Albert Stiémart | 28 juin 1720 | 1740                             | |
| Antoine Pesne | 27 juillet 1720 | 5 août 1757                      | |
| Rosalba Carriera peintre au pastel | 26 octobre 1720 confirmée le 9 novembre 1720 | 15 avril 1720                    | Portrait du roi au pastel Envoi du 28 février 1722 Une Muse au pastel |
| Noël Nicolas Coypel | 29 novembre 1720 | 14 décembre 1734                 | |
| Nicolas-Henri Tardieu | 29 novembre 1720 | 27 janvier 1749                  | |
| Charles Parrocel | 22 février 1721 | 24 mai 1752                      | |
| Jacques de Lajoüe | 26 avril 1721 | 12 avril 1761                    | |
| Norbert Roëttiers graveur en médailles | 31 janvier 1722 | 18 mai 1727                      | Carré de la tête du roi, |
| Margaretha Haverman mariée à Jacques de Mondoteguy, architecte et marchand. | 31 janvier 1722 elle est rayée des membres de l'Académie en 1723 pour ne pas avoir soumis le tableau de réception.                                                                       | Après 1739                       | |
| Antoine Dieu peintre d'histoire | 28 mars 1722 | 5 avril 1727                     | Hercule délivrant Hésione |
| Jacques-Antoine Delaistre | 29 août 1722 | 10 septembre 1765                | |
| Jean de la Motte intendant et ordonnateur des bâtiments du roi | 5 décembre 1722 honoraire amateur | 28 décembre 1728                 | |
| Auger Lucas | 31 décembre 1722 | 10 juillet 1765                  | |
| Pierre Nicolas Huilliot, fils | 31 décembre 1722 | 20 décembre 1751                 | |
| Étienne Desrochers | 3 avril 1723 | 8 mars 1741                      | |
| Charles-Étienne Geuslain | 28 août 1723 | 10 février 1765                  | Portrait de François Barois ou Barrois Portrais de Nicolas de Largillière |
| Claude-François Desportes | 25 septembre 1723 | 31 mai 1774                      | Gibier, animaux et fruits sur une console |
| Louis-François Dubois de Saint-Gelais | 27 janvier 1725 historiographe le 25 janvier 1725 secrétaire perpétuel le 28 septembre 1728 à la place de Françoi Tavernier, décédé.                                                     | 23 avril 1737                    | |
| Nicolas Dorigny (le chevalier) | 28 septembre 1725 | 1er décembre 1746                | |
| Jacques-François Delyen | 24 novembre 1725 | 3 mars 1761                      | Portrait de Nicolas Bertin Portrait de Nicolas Coustou |
| François Octavien | 24 novembre 1725 | 1736                             | |
| Michel Nicolas Micheux | 24 novembre 1725 | 28 mai 1733                      | Vase avec une guirlande de fleurs et de fruits qui tombent dans un bassin |
| Jean Le Gros, fils | 29 décembre 1725 | 27 janvier 1745                  | Portrait de Nicolas Coustou Portrait de Claude-Guy Hallé |
| Hyacinthe Collin de Vermont | 29 décembre 1725 | 16 février 1761                  | Bacchus confié aux nymphes de l'île de Naxos |
| Charles van Falens | 29 novembre 1726 | 27 mai 1733                      | |
| Philippe Lefebvre greffier de l'Ordre royal et militaire de Saint-Louis en survivance en avril 1698, contrôleur général de l'argenterie et menus plaisirs de la chambre du roi, trésorier général des finances de la reine le 28 mai 1724. | 28 février 1727 honoraire amateur | 9 décembre 1750                  | |
| Claude Gros de Boze | 4 octobre 1727 honoraire amateur | 10 septembre 1753                | |
| Jacques Dumont le Romain | 25 septembre 1728 | 17 février                       | Hercule et Omphale |
| Bonaventure de Bar | 25 septembre 1728 | 1er septembre 1729               | |
| Jean-Baptiste Siméon Chardin | 25 septembre 1728 | 6 décembre 1779                  | La Raie Le Buffet |
| Henri Simon Thomassin | 27 novembre 1728 | 1er janvier 1741                 | |
| Pierre-Michel Le Bouteux | 31 décembre 1728 | 9 mai 1750                       | Portrait de Guy-Louis Vernansal |
| Jean-Baptiste Pater | 31 décembre 1729 | 25 juillet 1736                  | Réjouissance de soldats |
| Nicolas de Larmessin | 29 juillet 1730 | 28 février 1755                  | |
| Charles Dupuis | 27 octobre 1730 | 3 mars 1742                      | portrait de Nicolas Coustou, gravé d'après le tableau peint par Jean Le Gros portrait de Nicolas de Largillière, gravé d'après le tableau peint par Charles-Étienne Geuslain. |
| Hubert Drouais, père peintre de portrait | 29 novembre 1730 | 9 février 1767                   | Portrait de Joseph Christophe Portrait de Robert Le Lorrain, |
| Jean-Baptiste van Loo, père | 23 février 1731 | 19 décembre 1745                 | |
| Giovanni Niccolò Servandoni | 26 mai 1731 | 19 janvier 1766                  | |
| Charles-Nicolas Cochin, père | 31 août 1731 | 5 juillet 1754                   | |
| Anne Claude de Caylus, comte de Caylus connaisseur profond | 24 novembre 1731 conseiller honoraire amateur | 5 septembre 1765                 | |
| Giovanni Paolo Panini | 26 juillet 1732 | 21 octobre 1765                  | |
| Charles-Léopold Grevenbroeck | 27 septembre 1732 | 1758                             | |
| Louis-Michel van Loo | 25 avril 1733 | 20 mars 1771                     | Apollon poursuivant Daphné |
| Étienne Jeaurat | 24 juillet 1733 | 14 décembre 1789                 | |
| Giovanni Antonio Pellegrini | 31 décembre 1733 | 2 novembre 1741                  | |
| Laurent Cars | 31 décembre 1733 | 14 avril 1771                    | |
| Jean de Boullongne conseiller au parlement de Metz, fort zélé pour les arts | 30 janvier 1734 honoraire amateur | 22 février 1769                  | |
| François Boucher | 30 janvier 1734 | 30 mai 1770                      | Renaud et Armide |
| Louis Tocqué | 30 janvier 1734 | 10 février 1772                  | |
| Nicolas Delobel | 27 novembre 1734 | 18 mars 1763                     | |
| Joseph-François Millet dit Francisque III Millet | 27 novembre 1734 | 16 juin 1777                     | |
| Jacques André Joseph Aved | 27 novembre 1734 | 4 mars 1766                      | Portrait de Pierre-Jacques Cazes Portrait de Jean-François de Troy |
| Charles-Joseph Natoire | 31 décembre 1734 | 23 août 1777                     | Vénus demandant à Vulcain des armes pour Énée |
| Michel-François Dandré-Bardon | 30 avril 1735 | 13 avril 1783                    | L'Ambition de Tullia |
| Jean Chaufourier | 25 juin 1735 reçu adjoint à professeur pour la perspective. | 27 novembre 1752                 | |
| Charles André Van Loo, dit Carle van Loo frère de Jean-Baptiste van Loo | 30 juillet 1735 | 15 juillet 1765                  | Apollon fait écorcher Marsyas |
| Louis Surugue | 30 juillet 1735 | 6 octobre 1762                   | |
| Jean-Joseph Dumons peintre d'histoire | 29 octobre 1735 | 25 mars 1779                     | Adam et Ève |
| Charles Lamy | 5 novembre 1735 | 2 avril 1743                     | |
| Adrien Manglard | 24 novembre 1736 | 1er août 1760                    | |
| Jean Moyreau | 29 décembre 1736 | 26 octobre 1762                  | |
| Lambert Sigisbert Adam, aîné sculpteur | 27 mai 1737 | 12 mai 1759                      | Neptune entouré de Tritons calmant les flots |
| Pierre Charles Trémolières | 27 mai 1737 | 11 mai 1739                      | Ulysse sauvé du naufrage |
| Antoine Boizot | 27 mai 1737 | 9 mars 1782                      | Apollon caressant Leucothoé |
| Jean-Baptiste Lemoyne | 26 juillet 1738 | 25 mai 1778                      | |
| Étienne Poitreau | 26 septembre 1769 | 18 août 1767                     | |
| Jean de Jullienne mécène possédant un très beau cabinet | 9 janvier 1740 conseiller honoraire amateur | 20 mars 1766                     | |
| | |                                  | |
| Charles Chatelain inspecteur de la manufacture des Gobelins | 30 juillet 1740 | 2 août 1755                      | |
| Gustaf Lundberg | 3 décembre 1740 reçu par ordre du roi quoique protestant | 18 mars 1786                     | |
| François-Bernard Lépicié | 31 décembre 1740 secrétaire et historiographe de l'Académie dès le 4 mai 1737 | 17 janvier 1755                  | |
| Louis Autereau peintre de portraits | 25 février 1741 | 25 août 1760                     | Portrait de René Frémin Portrait d'Henri Antoine de Favanne |
| Jean-Joseph Vinache | 27 mai 1741 | 1er décembre 1754                | |
| Donat Nonnotte | 26 août 1741 | 5 février 1785                   | Portrait de Pierre Dulin ou d’Ulin Portrait de Sébastien Le Clerc, le fils |
| Jean-Marc Ladey | 26 août 1741 | 18 mai 1749                      | |
| François Ladatte | 30 décembre 1741 | 18 janvier 1787                  | |
| Jean-Baptiste-Marie Pierre | 31 mars 1742 | 15 mai 1789                      | |
| Georg Friedrich Schmidt | 5 mai 1742 reçu par ordre du roi quoique protestant | 25 janvier 1775                  | |
| Ange-Jacques Gabriel, fils | 30 juin | 4 janvier 1782                   | |
| Jean Daullé | 30 juin 1742 | 23 avril 1763                    | |
| Guillaume Coustou, fils | 28 juillet 1742 | 13 juillet 1777                  | Vulcain |
| Jacques-Philippe Le Bas | 23 février 1743 | 14 avril 1783                    | |
| Gaspard Moïse Augustin de Fontanieu conseiller d'État, aimant les arts | 25 mai 1743 honoraire amateur | 26 septembre 1767                | |
| Paul-Ambroise Slodtz | 29 novembre 1743 | 10 décembre 1758                 | La chute d'Icare |
| Jean-Baptiste Pigalle | 30 juillet 1744 | 20 août 1785                     | Mercure attachant ses talonnières |
| Jean-Charles Frontier | 30 juillet 1744 | 2 septembre 1763                 | Promothée attaché sur le Caucase |
| Edmé Bouchardon | 27 février 1745 | 27 juillet 1762                  | Jésus-Christ appuyé sur la croix |
| Pierre Lenfant | 30 octobre 1745 | 23 juin 1787                     | |
| Antoine Le Bel | 27 août 1746 | 8 mars 1793                      | |
| Maurice-Quentin de La Tour | 24 septembre 1746 | 17 février 1788                  | |
| Jacques-André Portail | 24 septembre 1746 | 5 novembre 1759                  | |
| Nicolas Fréret fort savant dans le costume | 6 mai 1747 honoraire amateur et associé libre le 2 septembre 1747 | 8 mars 1749                      | |
| Carême | 6 mai 1747 | ...                              | |
| Pierre-Louis Surugue, fils | 29 juillet 1747 | 29 avril 1772                    | |
| Comte François de Baschi virtuose | 26 août 1747 | 19 décembre 1777                 | |
| Henri van Hulst, parfois écrit Hultz Amené en France en 1708 par M. Helvetius | 26 août 1747 honoraire associé libre ; amateur | 5 avril 1754                     | |
| Charles-François de Calvière virtuose | 2 septembre 1747 honoraire associé libre ; amateur | 16 novembre 1777                 | |
| Abbé Ulrich Frédéric de Lowendal frère du maréchal Woldemar de Lowendal, virtuose | 30 septembre 1747 associé libre | 12 juillet 1754                  | |
| Jules-Hippolyte Le Maire, chevalier de Valory virtuose | 30 septembre 1747 associé libre ; amateur, le 7 septembre 1765 | 26 mars 1785                     | |
| Claude-Henri Watelet | 30 septembre 1747 associé libre ; amateur, le 22 mars 1766 | 12 janvier 1786                  | |
| Pierre Lesueur | 30 septembre 1747 | 1786                             | Portrait de Robert Le Vrac de Tournières Portrait de Charles-André, dit Carle van Loo |
| Charles-François Hutin | 25 novembre 1747 | 29 juillet 1776                  | |
| Charles van Loo, fils de Jean-Baptiste van Loo | 30 décembre 1747 | 15 novembre 1795                 | |
| Nicolas Charles de Silvestre | 30 décembre 1747 | 30 avril 1767                    | |
| Jacques Guay | 30 mars 1748 | Vers 1793                        | |
| Jean-Charles Garnier d'Isle architecte | 31 mai 1748 associé libre | 12 décembre 1755                 | |
| Noël Hallé, fils | 31 mai 1748 | 6 juin 1781                      | Ulysse sauvé du naufrage |
| Jacques-Charles Oudry, fils | 31 décembre 1748 | septembre 1778                   | |
| Marquis de Voyer d'Argenson | 29 mars 1749 honoraire associé libre ; amateur le 26 septembre 1767 | 18 septembre 1782                | |
| Jacques-Nicolas Tardieu, fils | 25 octobre 1749 | 9 juillet 1791                   | |
| Pierre-Jean Mariette collectionneur d'estampes | 19 décembre 1750 honoraire associé libre ; amateur le 31 octobre 1767 | 10 septembre 1774                | |
| Jacques Saly | 29 mai 1751 | 4 mai 1776                       | |
| Louis-Claude Vassé | 28 août 1751 | 30 novembre 1772                 | Berger endormi |
| Charles-Nicolas Cochin, fils | 27 novembre 1751 secrétaire et historiographe de l'Académie à la place de Bernard Lépicié                                                                                                | 29 avril 1790                    | |
| Christophe-Gabriel Allegrain sculpteur | 31 décembre 1751 | 17 avril 1795                    | Narcisse |
| Nicolas Venevault | 26 août 1752 | 20 décembre 1775                 | |
| Jean-Jacques Bachelier peintre de fleurs et peintre d'histoire | 2 septembre 1752 24 septembre 1763 | 13 avril 1806                    | Fleurs et fruits La mort d'Abel remplacé le 27 octobre 1764 par La Charité romaine |
| Charles-Michel-Ange Challe | 26 mai 1753 | 8 janvier 1778                   | |
| Jean-Baptiste Perronneau | 28 juillet 1753 | 19 novembre 1783                 | |
| Claude Joseph Vernet | 23 août 1753 | 3 décembre 1789                  | Marine. Effet de soleil couchant |
| Claude-Alexandre de Villeneuve, comte de Vence collectionneur | 28 septembre 1753 associé libre | 6 janvier 1760                   | |
| Alexandre Roslin | 24 novembre 1753 reçu par ordre du roi quoique protestant | 5 juillet 1793                   | Portrait de Hyacinthe Collin de Vermont |
| Jean-André Rouquet | 23 février 1754 reçu par ordre du roi quoique protestant | 28 décembre 1758                 | |
| Joseph-Marie Vien | 30 mars 1754 | 27 mars 1809                     | Dédale et Icare |
| Ange Laurent Lalive de Jully | 27 avril 1754 associé libre ; amateur le 28 février 1769 | 18 mars 1779                     | |
| Nicolas-Gabriel Dupuis | 28 juin 1754 | 26 mars 1771                     | portrait de Charles François Paul Le Normant de Tournehem, gravé d'après le tableau peint par Louis Tocqué |
| Pierre Jacques Onésyme Bergeret de Grancourt receveur général des finances à Montauban | 31 août 1754 associé libre | 21 février 1785                  | |
| Étienne Maurice Falconet | 31 août 1754 | 24 janvier 1791                  | Milon de Crotone |
| Jean Valade | 29 novembre 1754 | 12 décembre 1787                 | Portrait de Louis de Silvestre le jeune Portrait de Jean-Baptiste Lemoyne |
| Louis Jean François Lagrenée | 31 mai 1755 | 19 juin 1805                     | L'Enlèvement de Déjanire |
| Abbé Louis Gougenot | 10 janvier 1756 associé libre | 24 septembre 1767                | |
| Nicolas Henri Jeaurat de Bertry, neveu | 31 janvier 1756 | Après 1796                       | Ustensiles de cuisine |
| Simon Challe | 29 mai 1756 | 14 octobre 1765                  | |
| Giuseppe Baldrighi premier peintre du duc de Parme peintre d'histoire | 26 juin 1756 | 22 janvier 1803                  | Charité romaine |
| Louis-Joseph Le Lorrain | 24 juillet 1756 | 24 mars 1759                     | |
| Nicolas-François Gillet | 30 avril 1757 | 7 février 1791                   | |
| Nicolas Desportes | 30 juillet 1757 | 29 septembre 1787                | |
| Marie-Thérèse Reboul | 30 juillet 1757 | 28 décembre 1805                 | |
| Pierre-Antoine Demachy | 30 septembre 1758 | 10 septembre 1807                | |
| François-Hubert Drouais, fils | 25 novembre 1758 | 21 octobre 1775                  | Portrait de Guillaume Coustou le fils Portrait d'Edme Bouchardon |
| Jean-Jacques Caffieri | 28 avril 1759 | 21 juin 1792                     | Le Fleuve |
| Jean-Baptiste Deshays de Colleville | 26 mai 1759 | 10 février 1765                  | |
| Jacques-Nicolas Julliard | 28 juillet 1759 | 19 avril 1790                    | |
| Guillaume Voiriot | 28 juillet 1759 | 30 novembre 1799                 | Portrait de Jean-Baptiste-Marie Pierre |
| Gabriel-François Doyen peintre d'histoire | 23 août 1759 | 13 mars 1806                     | Jupiter et Junon recevant d'Hébé, |
| Augustin Pajou | 26 janvier 1760 | 8 mai 1809                       | |
| Godefroy-Charles-Henri de La Tour d'Auvergne, prince de Turenne puis duc de Bouillon | 26 janvier 1760 associé libre ; honoraire amateur le 6 décembre 1777 | 3 décembre 1792                  | |
| Jean-Nicolas de Boullongne, fils | 8 novembre 1760 associé libre ; amateur le 30 décembre 1777 | 7 janvier 1787                   | |
| Jacques-Germain Soufflot architecte du roi | 8 novembre 1760 associé libre | 29 août 1781                     | |
| Jean-Georges Wille | 24 juillet 1761 | 5 avril 1808                     | |
| Manuel Salvador Carmona | 3 octobre 1761 | 15 octobre 1820                  | |
| Clément-Louis-Marie-Anne Belle peintre d'histoire | 28 novembre 1761 | 29 septembre 1806                | Ulysse reconnu par sa nourrice Euryclée |
| Nicolas Sébastien Adam sculpteur | 26 juin 1762 | 27 mars 1778                     | Promothée déchiré par un vautour |
| Antoine Favray | 30 octobre 1762 | 9 février 1798                   | |
| Francesco Casanova, de Londres | 28 mai 1763 | 8 juillet 1803                   | |
| Jean-Baptiste d'Huez | 30 juillet 1763 | 27 octobre 1793                  | |
| Pierre Antoine Baudouin peintre en miniature | 20 août 1763 | 15 décembre 1769                 | La courtisane Phryné, accusée d'impiété, devant l'Aréopage ; son avocat, Hypéride, émut les juges de compassion en levant le voile qui cachait la beauté de sa cliente, |
| Henri-Horace Roland Delaporte | 26 novembre 1763 | 23 novembre 1793                 | Vase de lapis, sphère et musette |
| Jean-Baptiste Descamps | 7 avril 1764 | 30 juin 1791                     | Une mère (en costume de Cauchoise) dans sa cuisine avec deux de ses enfants |
| | |                                  | |
| Jean-Baptiste de Montullé ou Monthullé magistrat et collectionneur | 16 octobre 1764 associé libre | 26 août 1787                     | |
| Michel-Bruno Bellengé peintre de fleurs | 27 octobre 1764 | 13 décembre 1793                 | Vase rempli de fleurs et des fruits au bas |
| Charles Norbert Roëttiers graveur de médaille | 31 décembre 1764 | 19 novembre 1772                 | Coin de médaille représentant La Peinture et la Sculpture avec la devise Amicæ quamvis æmulæ, |
| Jean-Baptiste Le Prince | 23 août 1765 | 30 septembre 1781                | |
| François Guérin | 28 septembre 1765 | 23 avril 1801                    | |
| Hubert Robert | 26 juillet 1766 | 15 avril 1808                    | Vue de port de Ripetta, à Rome |
| Claude-Clair Francin | 31 janvier 1767 | 18 mars 1773                     | |
| Anna Dorothea Therbusch, née Liszewska | 28 février 1767 | 9 novembre 1782                  | |
| Philippe-Jacques de Loutherbourg | 22 août 1767 | 11 mars 1812                     | |
| Jacques-François Amand peintre d'histoire | 26 septembre 1767 | 6 mars 1767                      | Magon, frère d'Annibal, répand au milieu du Sénat de Carthage les anneaux des chevaliers romains qui avaient péri à la bataille de Cannes, |
| Abbé François-Emmanuel Pommyer | 31 octobre 1767 associé libre | 4 février 1784                   | |
| Barthélémy-Augustin Blondel d'Azincourt intendant des Menus-Plaisirs en 1776 | 31 octobre 1767 associé libre ; amateur le 28 septembre 1782 | 31 mai 1794                      | |
| Gabriel Briard | 30 avril 1768 | 18 novembre 1777                 | |
| Louis-Philippe Mouchy sculpteur | 25 juin 1768 | 10 décembre 1801                 | Le Repos d'un berger |
| Edme Dumont | 29 octobre 1768 | 10 novembre 1775                 | Milon de Crotone |
| Nicolas Guy Brenet | 25 février 1769 | 21 février 1792                  | |
| Pierre Victor Joseph de Besenval, baron de Brunstatt | 4 mars 1769 associé libre ; amateur le 7 février 1783 | 2 juin 1791                      | |
| Nicolas-Bernard Lépicié, fils | 1er juillet 1769 | 15 septembre 1784                | |
| Hugues Taraval | 29 juillet 1769 | 19 octobre 1785                  | |
| Jean-Baptiste Huet | 29 juillet 1769 | 27 août 1811                     | |
| Jean-Baptiste Greuze | 23 août 1769 | 21 mars 1805                     | Septime Sévère et Caracalla |
| Gilles Demarteau | 2 septembre 1769 | 31 juillet 1776                  | |
| Charles-Louis Clérisseau | 2 septembre 1769 | 19 janvier 1820                  | |
| Pierre Pasquier | 27 octobre 1769 | 14 novembre 1806                 | |
| Jean-Bernard Restout, fils | 25 novembre 1769 | 18 juillet 1797                  | Philémon et Baucis donnant l'hospitalité à Jupiter et Mercure |
| Étienne-Pierre-Adrien Gois | 23 février 1770 | 3 février 1823                   | |
| Pierre-François Berruer | 23 février 1770 | 4 avril 1797                     | |
| Anne Vallayer-Coster | 28 juillet 1770 | 28 février 1818                  | |
| Marie-Suzanne Giroust-Roslin | 1er septembre 1770 | 31 août 1772                     | Portrait de M.Pigalle |
| Jacques-Antoine Beaufort peintre d'histoire | 26 janvier 1771 | 25 juin 1784                     | Brutus faisant le serment de venger la mort de Lucrèce |
| Jean-Charles Le Vasseur | 26 janvier 1771 | 29 novembre 1816                 | |
| Charles De Wailly | 27 avril 1771 | 2 novembre 1798                  | |
| Pierre-Étienne Moitte | 22 juin 1771 | 4 septembre 1780                 | Portrait de Jean Restout gravé d'après le tableau de Maurice Quentin de La Tour |
| Félix Lecomte | 27 juillet 1771 | 11 janvier 1817                  | |
| Charles-Antoine Bridan | 25 janvier 1772 | 28 avril 1805                    | |
| Carlo Antonio Porporati | 8 mai 1773 | 16 juin 1816                     | Suzanne au bain, gravé d'après le tableau de Jean-Baptiste Santerre |
| Nicolas-René Jollain | 31 juillet 1773 | 1804                             | |
| Jacques Roëttiers de la Tour graveur en médailles | 2 octobre 1773 | 17 mai 1784                      | Carrés avec les portraits de Locke et de Newton |
| Alexis-Nicolas Pérignon | 2 juillet 1774 | 4 janvier 1782                   | |
| Joseph-Siffred Duplessis | 6 août 1774 | 1er avril 1802                   | |
| Louis Jean-Jacques Durameau | 27 août 1774 | 3 septembre 1796                 | |
| Anne Robert Jacques Turgot ministre, contrôleur général des finances | 24 septembre 1774 associé libre | 18 mars 1781                     | |
| Jean-Jacques Lagrenée, jeune | 30 juin 1775 | 13 février 1821                  | |
| Étienne Aubry | 30 septembre 1775 | 25 juillet 1781                  | Portrait de Noël Hallé Portrait de Louis-Claude Vassé |
| Louis-Simon Lempereur | 2 mars 1776 | 6 avril 1807                     | |
| Johann Gotthard von Müller (Jean Gautier Muller) | 30 mars 1776 | 14 mars 1830                     | Portrait de Louis Lerambert, gravé d'après le tableau de Alexis Simon Belle |
| Jacques Firmin Beauvarlet | 25 mai 1776 | 7 décembre 1797                  | Portrait d'Edme Bouchardon, gravé d'après le tableau de François-Hubert Drouais |
| Pierre-Simon-Benjamin Duvivier | 28 décembre 1776 | 10 juillet 1819                  | |
| Louis-Jacques Cathelin | 26 avril 1777 | 1804                             | Portrait de Joseph Marie Terray, gravé d'après le tableau d'Alexandre Roslin |
| Jean-Antoine Houdon | 26 juillet 1777 | 15 juillet 1828                  | Morphée |
| Abbé Jean-Claude Richard de Saint-Non | 6 décembre 1777 honoraire associé libre ; amateur le 26 février 1785 | 25 novembre 1791                 | |
| Louis-Marie-Bretagne de Rohan-Chabot | 10 janvier 1778 honoraire associé libre ; amateur le 30 avril 1785 | 28 novembre 1791                 | |
| Simon-Charles Miger | 31 janvier 1778 confirmé le 24 février 1781 | 28 février 1820                  | Apollon et Marsyas, gravé d'après le tableau de Carle van Loo Portrait de Louis-Michel van Loo gravé d'après son autoportrait |
| Louis-Simon Boizot, fils | 28 novembre 1778 | 10 mars 1809                     | |
| Alexis Loir | 25 février 1779 | 18 août 1785                     | |
| Louis-Auguste Augustin, comte d'Affry | 10 avril 1779 honoraire associé libre, ; amateur le 28 janvier 1786 | 10 juin 1793                     | |
| Pierre Julien | 27 mars 1779 | 17 décembre 1804                 | |
| Jean Bardin | 27 mars 1779 | 6 octobre 1809                   | |
| Claude Dejoux | 31 juillet 1779 | 18 octobre 1816                  | |
| Martin-Claude Monot ou Monnot sculpteur | 28 août 1779 | 1803                             | Le Génie du printemps |
| Jean Baptiste Weyler, Weiler ou Weiller | 25 septembre 1779 | 25 juillet 1791                  | |
| Joseph-Benoît Suvée | 29 janvier 1780 | 9 février 1807                   | |
| Jacques-Laure Le Tonnelier de Breteuil | 30 septembre 1780 honoraire associé libre | 25 août 1785                     | |
| Antoine-François Callet | 25 novembre 1780 | 2 octobre 1823                   | |
| François-Guillaume Ménageot | 30 décembre 1780 | 4 octobre 1816                   | L’Étude arrête le Temps |
| Bihi-Almaric de Bréhant de Plélo, comte de Bréhan | 7 avril 1781 honoraire associé libre ; amateur le 27 janvier 1787 | 25 juin 1808                     | |
| Antoine Renou | 18 août 1781 adjoint de Charles-Nicolas Cochin, secrétaire perpétuel de l'Académie dès le 24 février 1776, nommé secrétaire en avril 1790                                                | 13 décembre 1806                 | |
| Jean Simon Berthélemy | 18 août 1781 | 1er mars 1811                    | |
| Gérard van Spaendonck | 18 août 1781 | 11 mai 1822                      | |
| Henri-Cardin-Jean-Baptiste d'Aguesseau | 1er février 1782 honoraire associé libre ; amateur le 1er septembre 1787 | 22 janvier 1826                  | |
| François-André Vincent | 27 avril 1782 | 4 août 1816                      | |
| Georges Haas graveur danois | 28 septembre 1782 | 10 mai 1817                      | Hercule et Diomède, gravé d'après le tableau de Jean-Baptiste-Marie Pierre |
| Marie-Gabriel-Florent-Auguste de Choiseul-Gouffier | 1er février 1782 honoraire associé libre | 20 juin 1817                     | |
| Jean-François Hue | 30 novembre 1782 | 26 décembre 1823                 | |
| Piat Joseph Sauvage | 29 mars 1783 | 11 juin 1818                     | |
| Louise-Élisabeth Vigée Le Brun | 31 mai 1783 | 30 mars 1842                     | |
| Adélaïde Labille des Vertus, épouse Guiard | 31 mai 1783 | 24 avril 1803                    | Portrait de Charles-Amédée-Philippe van Loo |
| Jacques-Louis David | 23 août 1783 | 29 décembre 1825                 | La Douleur d’Andromaque |
| Jean-Baptiste Regnault | 25 octobre 1783 | 12 novembre 1829                 | Achille et le centaure Chiron |
| Nicolas Guibal | 10 janvier 1784 | 3 novembre 1784                  | |
| Philippe Henri de Ségur maréchal de France | 28 février 1784 associé libre | 3 octobre 1801                   | |
| Jean-Joseph Taillasson | 27 mars 1784 | 11 novembre 1809                 | Ulysse et Néoptolème enlevant à Philoctète les flèches d'Hercule |
| Adolf Ulrik Wertmüller premier peintre du roi de Suède | 31 juillet 1784 | 5 août 1811                      | |
| César van Loo, fils de Carle van Loo | 30 octobre 1784 | 1er juillet 1821                 | |
| Henri Roland Lancelot Turpin de Crissé | 5 mars 1785 honoraire associé libre | Avant 1800                       | |
| Jean-Jacques Gabriel Vidaud d'Anthon (ou de La Tour), baron d'Anthon | 30 avril 1785 honoraire associé libre | 26 juin 1794 guillotiné à Orange | |
| Jean-Jacques Le Barbier | 28 mai 1785 | 7 mai 1826                       | |
| Jean-Baptiste Stouf | 28 mai 1785 | 1er juillet 1826                 | |
| Jean-Joseph Foucou | 30 juillet 1785 | 16 février 1821                  | |
| Jean-Philippe-Gui Le Gentil, comte de Paroy | 3 septembre 1785 honoraire associé libre | 22 décembre 1824                 | |
| Philippe-Laurent de Joubert | 4 mars 1786 honoraire associé libre | 30 mars 1792                     | |
| Antoine Vestier | 30 septembre 1786 | 24 décembre 1824                 | Portrait de Nicolas-Guy Brenet |
| Laurent Grimod de La Reynière | 3 février 1787 honoraire associé libre | 26 décembre 1793                 | |
| Ignaz Sebastian Klauber | 24 février 1787 | 25 mai 1817                      | Portrait de Carle van Loo, gravé d'après le tableau de Pierre Lesueur Portrait de Christophe-Gabriel Allegrain, gravé d'après le tableau de Joseph-Siffred Duplessis |
| Jean François Pierre Peyron | 30 juin 1787 | 20 janvier 1814                  | Curius Dentatus refusant les présents des Samnites |
| Louis-Nicolas de Lespinasse | 30 juin 1787 | 17 novembre 1808                 | |
| Jean-Charles Nicaise Perrin | 28 juillet 1787 | 23 septembre 1831                | Vénus faisant panser la blessure d'Énée |
| Pierre-Henri de Valenciennes | 28 juillet 1787 | 16 février 1819                  | Cicéron découvrant le tombeau d'Archimède |
| Dominique Vivant Denon | 28 juillet 1787 | 27 avril 1825                    | L'Adoration des bergers, gravé d'après le tableau de Luca Giordano |
| Johann Georg Preisler | 24 août 1787 | 21 avril 1831                    | Dédale et Icare, gravé d'après le tableau de Joseph-Marie Vien |
| Louis Auguste Le Tonnelier de Breteuil | 29 septembre 1787 honoraire associé libre | 2 novembre 1807                  | |
| Jean-Antoine-Théodore Giroust | 29 mars 1788 | 9 juillet 1817                   | |
| Jean-Laurent Mosnier peintre de portrait | 31 mai 1788 | 10 avril 1808                    | Portrait de Louis-Jean-François Lagrenée dit l'Aîné Portrait de Charles Bridan |
| François Dumont peintre en miniature | 31 mai 1788 | 27 août 1831                     | Portrait en pied de Jean-Baptiste-Marie Pierre, premier peintre du roi |
| Simon-Louis Boquet | 27 septembre 1788 | 20 septembre 1833                | |
| Jean-Michel Moreau, le jeune graveur | 25 avril 1789 | 30 novembre 1814                 | Sur le dessin Tullie faisant passer son char sur le corps de son père |
| Jean-François Legillon | 30 mai 1789 | 23 novembre 1797                 | |
| Cornelis van Spaendonck, frère | 30 mai 1789 | 22 décembre 1839                 | |
| Marc Antoine Bilcocq | 27 juin 1789 | 24 janvier 1838                  | |
| Étienne de La Vallée-Poussin | 28 août 1789 | 18 novembre 1802                 | |
| Jean-Baptiste Giraud | 28 août 1789 | 14 février 1830                  | |
| Nicolas de Launay | 28 août 1789 | 22 mars 1792                     | Portrait de Sébastien II Leclerc, gravé d'après le tableau de Donat Nonnotte Portrait de Jean-Baptiste-François Troy, gravé d'après le tableau peinte par Jacques-André-Joseph Aved |
| Anicet Charles Gabriel Lemonnier | 26 septembre 1789 | 17 août 1824                     | |
| Nicolas-André Monsiau peintre d'histoire | 3 octobre 1789 | 31 mai 1837                      | La mort d'Agis |
| Louis Pierre Deseine | 26 mars 1791 | 11 octobre 1822                  | |
| Jean-Jacques Forty | 25 juin 1791 | 24 décembre 1800                 | |

## Liste des membres de l'Académie protestants
Après 1682, ces membres protestants sont exclus de l'Académie. Ceux qui se sont convertis au catholicisme ont été réintégrés. Les membres étrangers protestants ont été tolérés.
- Sébastien Bourdon (1648-1671)
- Thomas Pinagier (1648-1653)
- Louis Testelin aîné (1648-1655)
- Louis I Du Guernier (1648-1659)
- Henri Testelin le jeune (1648-1681), exclu
- Samuel Bernard (1648-1687), exclu puis réintégré
- Louis Elle Ferdinand père (1648-1689)
- Abraham Bosse (1648-1661), il est exclu à la suite d'une accusation de plagiat
- Isaac Moillon (1653-1673)
- Michel Lanse (1660-1671)
- Jean Michelin (1660-1681), exclu
- Jacques Rousseau (1661-1681), exclu et réintégré, mais revient au protestantisme en 1686
- Pierre Du Guernier (1663-1674)
- Jacques van Loo (1663-1670)
- Étienne Picart (1664-1671)
- Abraham Genoels (1665)
- Mathieu Lespagnandelle (1672-1689), exclu et réintégré
- Élisabeth-Sophie Chéron (1672-1711), convertie avant son entrée à l'Académie
- Pierre Lombart (1673-1681)
- Nicolas Heude (1673-1682), exclu
- Jean Ecman (1675-1677)
- Jacob d'Agard (1675-1682), exclu
- Isaac Delacrois (1677) ?
- Louis-Elle Ferdinand, fils (1681-1717), exclu et réintégré
- Blin de Fontenay (1687-1715), converti avant son entrée à l'Académie
- Philippe Meusnier (1700-1724), converti avant son entrée à l'Académie